# Liste der Mitglieder der National Academy of Sciences/1964
Im Jahr 1964 wählte die National Academy of Sciences der Vereinigten Staaten 41 Personen zu ihren Mitgliedern.

## Neugewählte Mitglieder
- Thomas F. Anderson (1911–1991)
- Christopher Andrewes (1896–1988)
- James R. Arnold (1923–2012)
- Lipman Bers (1914–1993)
- Raoul Bott (1923–2005)
- Robert J. Braidwood (1907–2003)
- Jule Charney (1917–1981)
- David Y. Curtin (1920–2011)
- P. Jackson Darlington, Jr. (1904–1983)
- Freeman J. Dyson (1923–2020)
- Harold E. Edgerton (1903–1990)
- Louis B. Flexner (1902–1996)
- Alfred Gilman, Sr. (1908–1984)
- Walter Gordy (1909–1985)
- J. B. S. Haldane (1892–1964)
- Philip Handler (1917–1981)
- George H. Herbig (1920–2013)
- Fritz John (1910–1994)
- Walter Kauzmann (1916–2009)
- Eugene P. Kennedy (1919–2011)
- Otto Krayer (1899–1982)
- Hans Adolf Krebs (1900–1981)
- Stephen Kuffler (1913–1980)
- Tsung-Dao Lee (1926–2024)
- Hans Lewy (1904–1988)
- Oliver H. Lowry (1910–1996)
- Henrik Lundegardh (1888–1969)
- Clark B. Millikan (1903–1966)
- Marcel G. Minnaert (1893–1970)
- George P. Murdock (1897–1985)
- William D. Neff (1912–2002)
- Keith R. Porter (1912–1997)
- John Raper (1911–1974)
- Oscar Rice (1903–1978)
- Kenneth D. Roeder (1908–1979)
- Maurice Roy (1899–1985)
- Ernest R. Sears (1910–1991)
- Richard Baldwin Turner (1916–1971)
- Cheves Walling (1916–2007)
- Aaron C. Waters (1905–1991)
- Thomas H. Weller (1915–2008)